# Cantone di Gouarec
Il Cantone di Gouarec era una divisione amministrativa dell'Arrondissement di Guingamp.
A seguito della riforma approvata con decreto del 13 febbraio 2014, che ha avuto attuazione dopo le elezioni dipartimentali del 2015, è stato soppresso.

## Composizione
Comprendeva 8 comuni:
- Gouarec
- Laniscat
- Lescouët-Gouarec
- Mellionnec
- Perret
- Plélauff
- Saint-Gelven
- Saint-Igeaux